# Aechmea pallida
Aechmea pallida är en gräsväxtart som beskrevs av Lyman Bradford Smith. Aechmea pallida ingår i släktet Aechmea och familjen Bromeliaceae. Inga underarter finns listade i Catalogue of Life.